# Helmuth Schneider
Helmuth Schneider, conosciuto anche come Alexander Carlos (Monaco di Baviera, 18 dicembre 1920 – Rio de Janeiro, 17 marzo 1972), è stato un attore tedesco.

## Biografia
Helmuth Schneider nacque a Monaco di Baviera dove, nel 1938, si iscrisse all'Università alla facoltà di medicina; tra il 1941 e il 1943 frequentò la scuola di recitazione al Deutsches Theater di Berlino, ma dovette interrompere a causa della seconda guerra mondiale, venendo arruolato e rimanendo ferito in Francia.
Dopo la fine della guerra si trasferì in Sud America e negli Stati Uniti dove, sotto lo pseudonimo di Alexander Carlos, recitò in vari teatri e in varie produzioni cinematografiche. Rientrato in Germania lavorò al Teatro nazionale di Gottinga e, dai primi anni '60 si stabilì a Roma dove iniziò una discreta carriera sul grande schermo, specializzandosi in ruoli di ufficiale tedesco.
Morì a Rio de Janeiro nel 1972 in un incidente stradale come pedone.

## Filmografia parziale
- Träumerei, regia di Harald Braun (1944)
- Kuma Tzai Kuma (Terra Misteriosa) (Die Göttin vom Rio Beni), regia di Franz Eichhorn (1947)
- Giuseppe venduto dai fratelli, regia di Irving Rapper, Luciano Ricci (1960)
- Capitan Sinbad (Captain Sindbad), regia di Byron Haskin (1963)
- 5 per la gloria (The Secret Invasion), regia di Roger Corman (1964)
- Vado in guerra a far quattrini (Le facteur s'en va-t-en guerre), regia di Claude Bernard-Aubert (1966)
- Parigi brucia? (Paris brûle-t-il?), regia di René Clément (1966)
- Tre uomini in fuga (La Grande vadrouille), regia di Gérard Oury (1966)
- Dalle Ardenne all'inferno, regia di Alberto De Martino (1967)
- L'indomabile Angelica (Indomptable Angélique), regia di Bernard Borderie (1967)
- Angelica e il gran sultano (Angélique et le sultan), regia di Bernard Borderie (1968)
- Superspia K (Assignment K), regia di Val Guest (1968)
- Bourges operazione Gestapo (Le Franciscain de Bourges), regia di Claude Autant-Lara (1968)
- La legione dei dannati, regia di Umberto Lenzi (1969)
- Ciakmull - L'uomo della vendetta, regia di Enzo Barboni (1970)
- Gott mit uns (Dio è con noi) (Gott mit uns), regia di Giuliano Montaldo (1970)
- Le eccitanti guerre di Adeline (À la guerre comme à la guerre), regia di Bernard Borderie (1972)

## Doppiatori italiani
- Sergio Tedesco in Dalle Ardenne all'inferno
- Carlo D'Angelo in Ciakmull - L'uomo della vendetta
- Pino Locchi in Gott mit uns (Dio è con noi)